# Stazione di Juan-les-Pins
La stazione di Juan-les-Pins è una fermata ferroviaria della linea Marsiglia-Ventimiglia a servizio di Juan-les-Pins, località balneare del comune di Antibes, nel dipartimento delle Alpi Marittime.

## Strutture e impianti
La fermata ha due binari per servizio viaggiatori.

## Movimento
È servita da TGV e dal TER PACA (Treno regionale della PACA)